# Блек-Рок (Нью-Мексико)
Блек-Рок (англ. Black Rock) — переписна місцевість (CDP) в США, в окрузі Маккінлі штату Нью-Мексико. Населення — 1190 осіб (2020).

## Географія
Блек-Рок розташований за координатами 35°4′49″ пн. ш. 108°48′1″ зх. д. / 35.08028° пн. ш. 108.80028° зх. д. (35.080409, -108.800242).  За даними Бюро перепису населення США в 2010 році переписна місцевість мала площу 4,51 км², з яких 4,37 км² — суходіл та 0,14 км² — водойми.

## Демографія
Згідно з переписом 2010 року, у переписній місцевості мешкали 1323 особи в 359 домогосподарствах у складі 292 родин. Густота населення становила 293 особи/км².  Було 389 помешкань (86/км²).
Расовий склад населення:
| - 88,3 % — корінних американців - 8,4 % — білих - 1,0 % — азіатів - 0,7 % — чорних або афроамериканців |

До двох чи більше рас належало 1,5 %. Частка іспаномовних становила 2,0 % від усіх жителів.
За віковим діапазоном населення розподілялося таким чином: 38,5 % — особи молодші 18 років, 59,0 % — особи у віці 18—64 років, 2,5 % — особи у віці 65 років та старші. Медіана віку мешканця становила 24,5 року. На 100 осіб жіночої статі у переписній місцевості припадало 86,3 чоловіків;  на 100 жінок у віці від 18 років та старших — 77,3 чоловіків також старших 18 років.
Середній дохід на одне домашнє господарство  становив 37 386 доларів США (медіана — 23 182), а середній дохід на одну сім'ю — 34 401 долар (медіана — 23 125). Медіана доходів становила 26 442 долари для чоловіків та 32 964 долари для жінок. За межею бідності перебувало 62,8 % осіб, у тому числі 70,7 % дітей у віці до 18 років та 8,3 % осіб у віці 65 років та старших.
Цивільне працевлаштоване населення становило 516 осіб. Основні галузі зайнятості: освіта, охорона здоров'я та соціальна допомога — 36,6 %, виробництво — 12,8 %, мистецтво, розваги та відпочинок — 12,8 %.